# Борисоглебское эхо
«Борисогле́бское э́хо» (рус. дореф. Борисоглѣбское эхо) — газета города Борисоглебска Тамбовской губернии (сейчас — Воронежской области).
Газета выходила с 19 ноября (2 декабря) 1914 года по 19 марта (1 апреля) 1917 года два раза в неделю (по средам и воскресеньям) и имела подзаголовок «Газета местной и областной жизни» (с № 91; с № 12 1915 «Народная газета», с № 41 без подзаголовка). Издателем и редактором газеты был Н. В. Ленге. Выпуск газеты начался после закрытия издававшейся в 1914 году тем же Ленге газеты «Борисоглебский листок».